# Trachyarus fuscipes
Trachyarus fuscipes är en stekelart som först beskrevs av Thomson 1891.  Trachyarus fuscipes ingår i släktet Trachyarus och familjen brokparasitsteklar. Arten är reproducerande i Sverige. Inga underarter finns listade i Catalogue of Life.